# Urve Tiidus
Urve Tiidus, nata Uussaar (Rapla, 6 giugno 1954), è una politica e giornalista estone, membro del Partito Riformatore Estone e ministro della Cultura durante i governi Ansip e Rõivas.

## Biografia
Nata a Rapla, la Tiidus si laureò in anglistica all'Università di Tartu e intraprese la professione di giornalista. Per molti anni fu anchorwoman del notiziario serale della ETV e in seguito lavorò anche per l'emittente Kanal 2.
Entrata in politica con il Partito Riformatore Estone, dal 1999 al 2001 fu direttrice del Dipartimento per l'Istruzione e la Cultura della città di Kuressaare e nel 2005 venne eletta sindaco. La Tiidus mantenne l'incarico fino al 2011, anno in cui fu eletta deputata al Riigikogu.
Nel 2013, in seguito alle dimissioni di Rein Lang, la Tiidus venne scelta dal primo ministro Andrus Ansip per sostituirlo nella carica di ministro della Cultura. Alcuni mesi dopo, anche Ansip si dimise e così venne istituito un nuovo governo, presieduto da Taavi Rõivas; la Tiidus venne riconfermata ministro anche nel nuovo esecutivo.
Coniugata, è madre di due figli.